# Tocasta
Tocasta är ett släkte av fjärilar som beskrevs av August Busck 1912. Tocasta ingår i familjen gräsmalar, Elachistidae.

## Dottertaxa tillTocasta, i alfabetisk ordning[1]
- Tocasta iopyrrha (Meyrick, 1937)
- Tocasta lunatica (Meyrick, 1930)
- Tocasta priscella Busck, 1912
- Tocasta revecta (Meyrick, 1922)